# MT Возничего
MT Возничего (лат. MT Aurigae) — двойная затменная переменная звезда типа Алголя (EA) в созвездии Возничего на расстоянии (вычисленном из значения параллакса) приблизительно 21557 световых лет (около 6609 парсеков) от Солнца. Видимая звёздная величина звезды — от +16,2m до +14,8m. Орбитальный период — около 1,1913 суток.

## Характеристики
Первый компонент — жёлто-белая звезда спектрального класса F. Эффективная температура — около 6910 К.